# アイスキネス

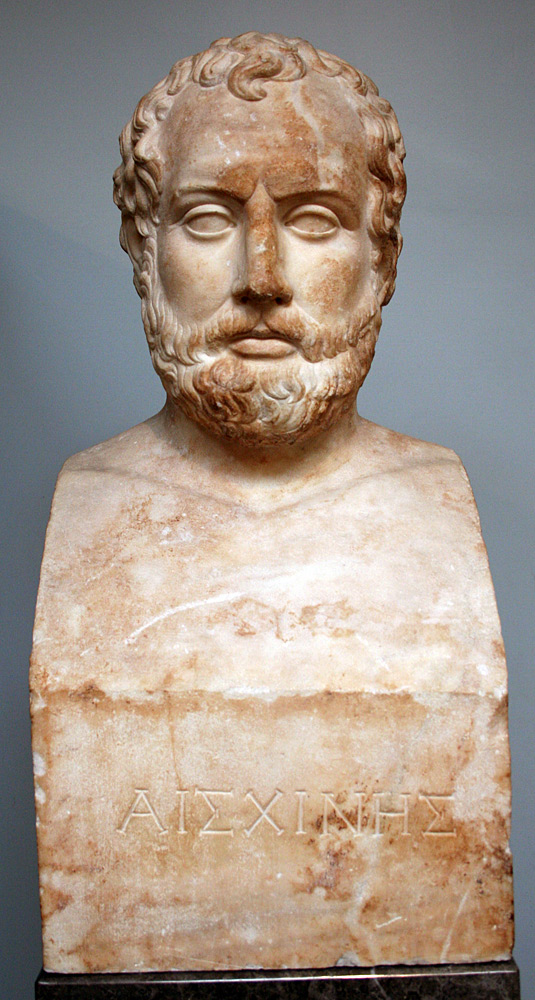
アイスキネスの胸像

アイスキネス（Αισχίνης、紀元前390年頃 - 紀元前315年頃）は、古代ギリシア、アテナイの弁論家・政治家。アッティカ十大雄弁家の一人にしてデモステネスの宿敵でもある。
マケドニア王国の侵略を警告するデモステネスに対し、アイスキネスは親マケドニア政策を説き、激しく対立した。その舞台は民会や法廷にまで及んだ。紀元前330年にアイスキネスは、デモステネスを顕彰しようとしたクテシフォンを違法だと非難し起訴した。結局、デモステネスの反論により敗れて失脚しロドス島に追放された。両者の法廷弁論は、当時のアテナイの内政と外政の実状を明かす貴重な史料をなしている。

## 翻訳
- アイスキネス『弁論集』 木曽明子訳、京都大学学術出版会〈西洋古典叢書〉、2012年10月

## 参考資料
- 『古代ギリシア人名事典』原書房、ISBN 4562026065